# Kościelna osoba prawna
Kościelna osoba prawna – jednostka organizacyjna kościoła lub związku wyznaniowego tworzona zgodnie z zasadami określonymi przez normy prawa wewnętrznego danego kościoła lub związku, podlegająca jednocześnie dwóm systemom prawnym – prawu polskiemu i prawu wewnętrznemu. Jednostka taka jest autonomiczna w stosunku do państwa, a zatem nie można jej zaliczać do innych osób prawnych, mimo podobieństw do publicznych osób prawnych. Inną przesłanką za uznaniem odrębności kościelnych osób prawnych od innych jednostek posiadających osobowość prawną jest specyficzny sposób ich powoływania lub uznawania ich podmiotowości prawnej. Organy kościelnych  osób  prawnych,  zakres  ich  kompetencji i sposób  powoływania określa  prawo  wewnętrzne  danego  kościoła  lub  związku  wyznaniowego. Kościoły i związki wyznaniowe działają poprzez swoje osoby prawne w sprawach majątkowych. Kościelne osoby prawne są podmiotem prawa cywilnego, a także mogą prowadzić działalność gospodarczą.

## Kościelne osoby prawne Kościoła katolickiego w Polsce
Status prawny Kościoła katolickiego w Polsce reguluje Konkordat między Stolicą Apostolską i Rzecząpospolitą Polską oraz Ustawa z dnia 17 maja 1989 r. o stosunku Państwa do Kościoła Katolickiego w Rzeczypospolitej Polskiej. Konkordat przewiduje trzy podstawowe kategorie osób prawnych: pierwszą stanowi sam Kościół, druga obejmuje instytucje kościelne, które uzyskały taką osobowość na podstawie przepisów prawa kanonicznego, a trzecia grupa to instytucje kościelne, które uzyskują osobowość prawną na podstawie prawa polskiego na wniosek władzy kościelnej.
Rodzaje jednostek organizacyjnych i instytucji Kościoła katolickiego będących osobami prawnymi w Polsce, wymienione w Ustawie o stosunku Państwa do Kościoła Katolickiego w RP (Rozdział 2, artykuły od 1 do 10):
- Konferencja Episkopatu Polski – jedyna kościelna osoba prawna o zasięgu ogólnopolskim
- metropolie
- archidiecezje
- diecezje
- parafie
- Caritas Polska
- Caritas diecezji
- Ordynariat Polowy Wojska Polskiego
- administratury apostolskie
- kościoły rektoralne (rektoraty)
- Papieskie Dzieła Misyjne
- kapituły
- parafie personalne
- Konferencja Wyższych Przełożonych Zakonów Męskich w Polsce
- Konferencja Wyższych Przełożonych Zakonów Żeńskich
- instytuty życia konsekrowanego (instytuty zakonne i instytuty świeckie) oraz stowarzyszenia życia apostolskiego
- prowincje zakonów
- opactwa, klasztory niezależne, domy zakonne
- wyższe i niższe seminaria duchowne diecezjalne i zakonne, jeżeli mają charakter samoistny
- kościelne uczelnie oraz instytuty naukowe i dydaktyczno-naukowe
- prałatury personalne

Zgodnie z prawem kanonicznym kościelne osoby prawne Kościoła katolickiego istnieją jeszcze przez 100 lat od chwili, kiedy przestały działać.
Pierwszymi osobami prawnymi na ziemiach polskich były biskupstwa, kapituły i opactwa.